# Parasphendale stali
Parasphendale stali är en bönsyrseart som beskrevs av Sjostedt 1930. Parasphendale stali ingår i släktet Parasphendale och familjen Mantidae. Inga underarter finns listade i Catalogue of Life.